# اوربانو باربرینی
اوربانو باربرینی (ایتالیایی: Urbano Barberini؛ زادهٔ ۱۸ سپتامبر ۱۹۶۱) بازیگر اهل ایتالیا است.
از فیلم‌هایی که وی در آن نقش داشته‌است، می‌توان به یک خواهشی ازتون دارم، گناه و شرم، کازینو رویال، اپرا، سیلاب بهاری، اتللو و تا دم مرگ اشاره کرد.